# استفانی میل
استفانی میل (انگلیسی: Stephanie Mills؛ زادهٔ ۲۲ مارس ۱۹۵۷) یک موسیقی‌دان اهل ایالات متحده آمریکا است. وی از سال ۱۹۶۶ میلادی تاکنون مشغول فعالیت بوده‌است.